# Lijst van lanceringen van Falcon 9 en Falcon Heavy
Dit is een lijst van lanceringen van de Falcon 9- en Falcon Heavy-raketten van SpaceX.

## Falcon 9

### Vlucht 1, Falcon 9 Demo Flight
De eerste vlucht met de Falcon 9 vond plaats op 4 juni 2010 en bracht met succes de testvracht in een baan om de aarde met een afwijking van minder dan 1 procent. Een experimentele landing van de eerste trap in zee met behulp van parachutes mislukte.

### Vlucht 2, COTS 1, eerste Dragon-demonstratievlucht
De tweede Falcon 9-demonstratievlucht, op 8 december 2010, bracht de eerste door SpaceX onder NASA’s Commercial Orbital Transportation Services-programma ontwikkelde functionele Dragon in de ruimte. Als secundaire vracht werden twee CubeSats in de ruimte gebracht. Voor de tweede-en-laatste keer werd tevergeefs een parachutelanding van de eerste trap ondernomen. Daarna veranderde SpaceX hun ideeën voor raketlanding en werd de parachutelanding niet meer ondernomen.

### Vlucht 3, COTS 2, tweede Dragon-demonstratievlucht
Dit was de eerste vlucht met een volledig door een commercieel bedrijf ontwikkelde raket en ruimteschip die vracht bij het ISS afleverde. De eerste lanceerpoging op 19 mei 2012 werd een halve seconde voor het opstijgen afgebroken. De tweede poging, op 23 mei 2012, slaagde wel.

### Vlucht 6, Cassiope, eerste v1.1, eerste commerciële vlucht
Tijdens vlucht zes (29 september 2013) werd voor het eerst een Falcon 9 1.1 ingezet. Dit was tevens SpaceX eerste lancering vanaf Vandenberg Air Force Base SLC-4E. De CASSIOPE-satelliet was de eerste commerciële primaire vracht die op een Falcon 9 werd gelanceerd. De eerste poging om de booster naar een vooraf vastgestelde locatie in zee te geleiden mislukte toen de booster in de laatste fase ongecontroleerd om zijn as begon te tollen.

### Experimentele landingen

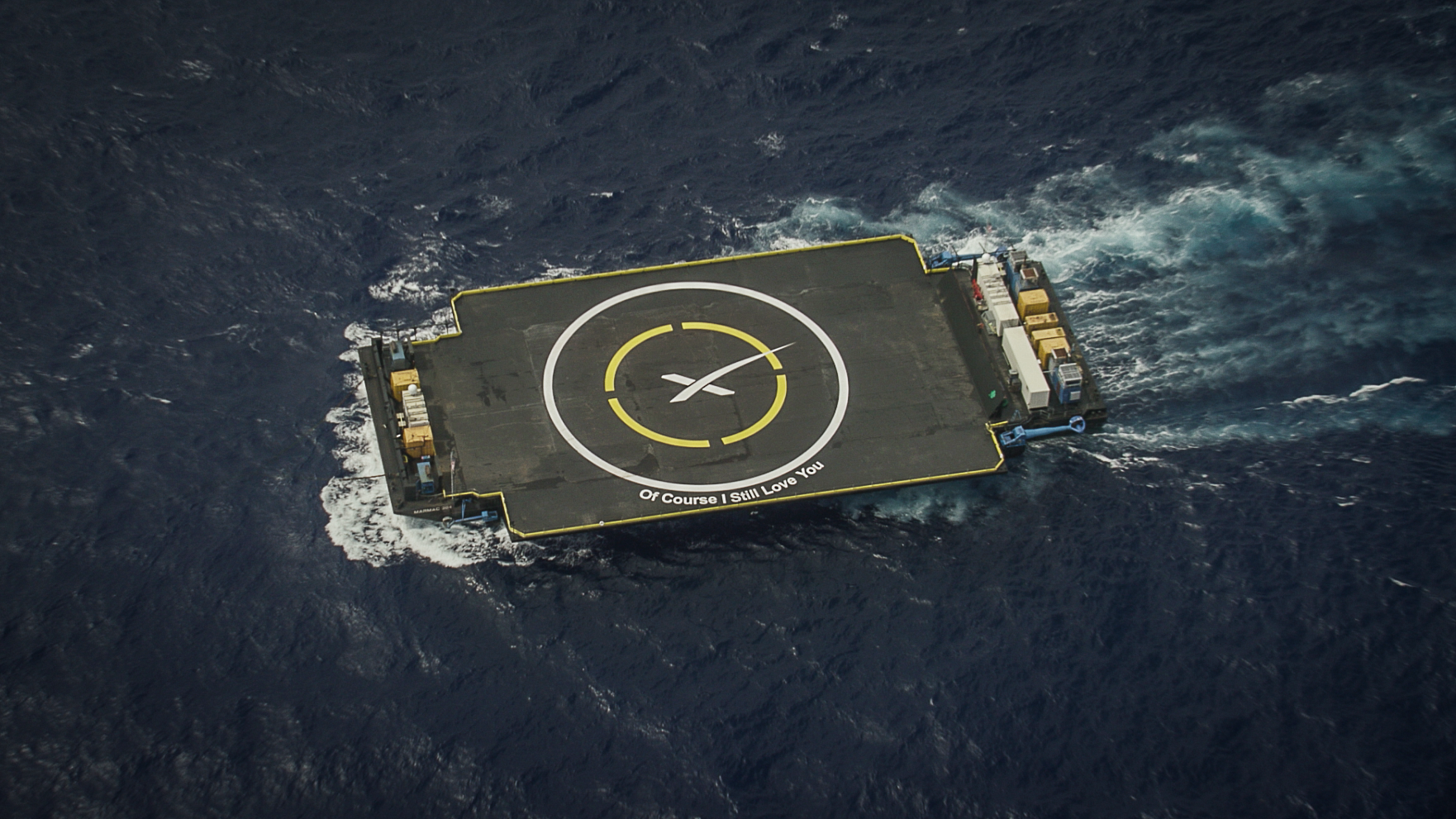
Het zelfsturende droneschip "Of Course I Still Love You" op volle zee

SpaceX werkt aan herbruikbare raketten. Eerst werden testvluchten en landingen met de testraketten Grasshopper en F9R-Dev 1 uitgevoerd. In 2013 en 2014 heeft SpaceX een aantal eerste trappen na gebruik gecontroleerd naar een vooraf bepaalde plaats in zee laten vliegen om zo te leren manoeuvreren. Dat ging ze steeds beter af. Sinds begin 2015 probeerde SpaceX de eerste trappen van Falcon 9 - die sindsdien met een landingsgestel zijn uitgerust - daadwerkelijk te laten landen op een droneship of op een landingsplatform op land. Dit mislukte door verschillende oorzaken een aantal keren voordat het eind 2015 wel lukte. Na zeven geslaagde landingen werd het predicaat "experimenteel" niet meer gebruikt en zijn boosterlandingen routine geworden.

#### Vlucht 14, CRS-5, eerste poging tot landing
Bij vlucht 14, missie CRS-5, op 10 januari 2015 was er niet genoeg hydraulische vloeistof aan boord wat resulteerde in een niet volledig uitgeklapt landingsgestel waardoor de raket met een van zijn motoren op het drone-schip genaamd "Just read the Instructions" (JrtI) terechtkwam en explodeerde.

#### Vlucht 15, DSCOVR, landing afgelast
Bij de lancering van de vijftiende vlucht met aan boord de DSCOVR-satelliet op 11 februari 2015 moest de landing op het droneschip vooraf worden afgeblazen vanwege storm. De raket landde toen minder dan tien meter van de geplande plaats in zee, wat volgens Musk gezien de weersomstandigheden zeer goed was. Dit was SpaceX' eerste vlucht naar een Lagrangepunt. Het verhaal dat tweede trap van de raket op 4 maart 2022 op de Maan zou neerstorten blijkt onjuist; het gaat om een Chinese rakettrap uit 2014.

#### Vlucht 17, CRS-6, tweede poging tot landing
Bij een poging op 14 april (vlucht 17, missie CRS-6) landde de raket, bleef enkele seconden op JrtI staan en viel toen om doordat de raket net iets te veel zijwaartse snelheid had gehad vlak voor de landing.

#### Vlucht 19, CRS-7, Explosie tijdens vlucht
Vlucht 19 en missie CRS-7 eindigden toen de tweede trap uit elkaar viel tijdens de lancering. De eerste trap kreeg vervolgens een zelfvernietigingscommando en werd opgeblazen. Een landingspoging was dus niet meer mogelijk. SpaceX hield zijn raketten daarna vijf maanden aan de grond.

#### Vlucht 20, Orbcomm-2, derde poging tot landing: eerste succes
Op 21 december 2015 bracht vlucht 20, missie Orbcomm-2 elf satellieten in de ruimte en werd voor het eerst Falcon 9 1.1fFT gelanceerd, waarbij de eerste trap voor het eerst veilig op aarde landde. Ditmaal was de landing op Cape Canaveral Air Force Station Landing Zone-1. Dit was tevens SpaceX "return to flight" na het CRS-7 debacle. Op 20 augustus 2016 werd deze eerste gelande booster (serienummer B1019) definitief als een trofee voor SpaceX' hoofdkwartier in Hawthorne Californië rechtop geplaatst.

#### Vlucht 21, Jason-3, laatste Falcon 9 1.1, vierde poging tot landing: door de poten gezakt
De volgende poging tot landing, vlucht 21 op 17 januari 2016 (Jason-3-lancering vanaf Vandenberg) mislukte. Bij een van de vier poten van het landingsgestel was de pal die de poot moest vast zetten niet uitgeklapt. Het gevolg was dat deze poot na landing inklapte en de raket op het droneschip Just Read the Instructions viel. Mogelijk was ijs de oorzaak. Dit was tevens de laatste vlucht van de Falcon 9 v1.1.

#### Vlucht 22, SES-9, vijfde poging tot landing: landing te hard
Voor vlucht 22, missie SES-9 die op 4 maart 2016 werd gelanceerd was van tevoren al gezegd dat de kans op succes niet groot was. Doordat de booster sneller en verder moest vliegen en de lading (SES-9 satelliet) erg zwaar was zou de booster waarschijnlijk net niet genoeg brandstof voor een landing overhouden. De landing op het autonome droneschip genaamd "Ofcourse I still love you" bleek inderdaad te hard aldus Elon Musk op twitter.

#### Vlucht 23, CRS-8, zesde poging tot landing: succes op zee

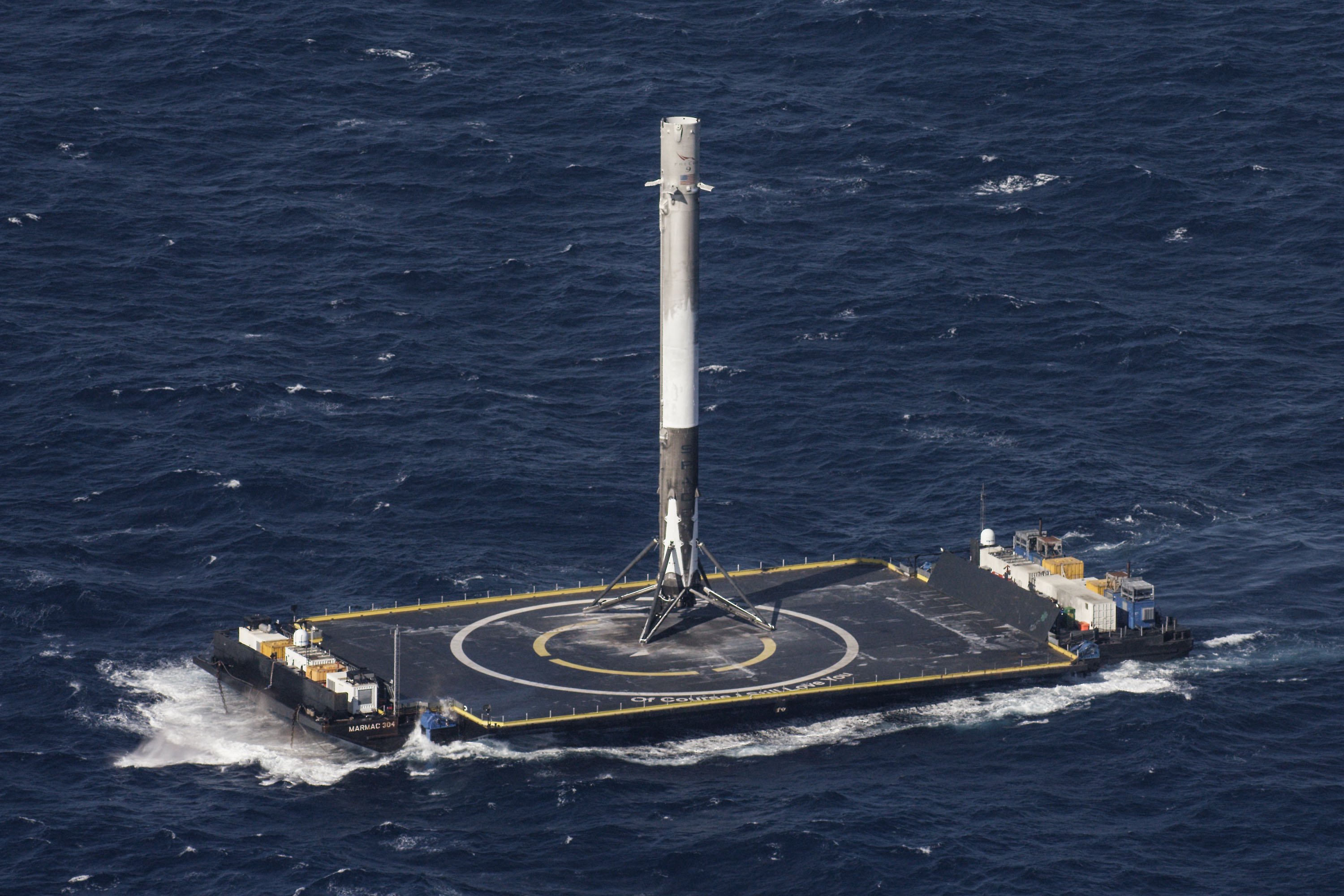
De core-booster van missie CRS8 staat op het platform

Bij de lancering van vlucht 23 die op 8 april 2016 voor de NASA missie CRS8 een Dragon naar het ISS bracht, wist SpaceX de eerste trap op droneschip "Of Course I Still Love You" te laten landen. Dit was de tweede keer dat de landing slaagde en de eerste keer dat dit op een drijvend platform lukte. Op 30 augustus 2016 maakte SpaceX en SES bekend dat deze booster als eerste zal worden hergebruikt voor vlucht SES-10. Die vlucht is met een flinke vertraging op 30 maart 2017 uitgevoerd.

#### Vlucht 24, JCSAT-14, zevende poging tot landing: onverwacht succes
Bij de lancering van een Japanse communicatiesatelliet op vlucht 24 genaamd JCSAT-14 op 6 mei 2016, lukte het SpaceX de booster op het schip te laten landen. De verwachtingen werden vooraf getemperd omdat het profiel van de vlucht erg op dat van SES-9 leek en de missie meer snelheid en brandstof vereiste om de betrekkelijk zware satelliet in een geostationaire baan (GTO) te krijgen. Hierdoor zou de terugkeer van de booster meer brandstof vereisen en was het de vraag of de booster voldoende afgeremd zou zijn. Verschil met eerdere landingen, was dat bij deze landing drie van de negen hoofdmotoren werden gebruikt om voldoende af te remmen, waar dit bij andere landingen slechts één motor is.
Een paar weken later gaf SpaceX aan dat het niet waarschijnlijk is dat deze booster ooit nog zal vliegen. Om brandstof te besparen werd niet voor terugkeer in de atmosfeer geremd. De booster keerde dus terug in de atmosfeer met een snelheid van mach 5. Hierdoor ontstond zoveel wrijvingswarmte dat er betrekkelijk veel schade aan de booster ontstond. SpaceX zal de booster nog wel voor "static fire tests" gebruiken om ervan te leren. Op 29 juli 2016 bracht SpaceX een filmpje van een "full duration test" op de McGregor test range naar buiten.

#### Vlucht 25, Thaicom 8, achtste poging tot landing: weer geslaagde een landing
Op 27 mei 2016 slaagde SpaceX er met de vijfentwintigste Falcon 9 vlucht voor de derde maal in een GTO missie tot een geslaagde boosterlanding op zee te brengen. Het was in totaal de vierde geslaagde landing. De drie ton wegende satelliet, Thaicom 8, werd met succes in de juiste baan gebracht. Voor het eerst werd bij deze missie ook aan herbruikbare "payload fairing" gewerkt. De uitkomsten daarvan zijn nog niet bekend.
Later bleek de rakettrap scheef te staan. Door de betrekkelijk harde landing was de kreukelzone in de ophanging van een van de poten in werking getreden. Die ophanging is simpel te vervangen en heeft precies gedaan wat er moest gebeuren om de klap te absorberen meldde Elon Musk op twitter. Wel was men even bang dat de rakettrap alsnog zou omvallen. Op 2 juni kwam droneschip Of Course I Still Love You samen met de boostertrap veilig aan in de haven van Port Canaveral. Deze booster werd daarna omgebouwd tot side-booster voor Falcon Heavy-demonstratievlucht.

#### Vlucht 26, Eutelsat/ABS, negende poging tot landing: zuurstof op
Op 15 juni 2016 werd vlucht 26, Eutelsat 117 West B & ABS 2A, gelanceerd waarbij twee satellieten in GTO werden gebracht. Tijdens de boosterlanding viel de beeldverbinding met het droneschip weg. Een kwartier later gaf SpaceX aan dat het er op leek dat de boostertrap verloren was. Musk twitterde naderhand dat een van de drie voor de landing gebruikte motoren niet de benodigde kracht zou hebben gehaald en dat er waarschijnlijk voor het eind van het jaar een upgrade zal komen om dit probleem te ondervangen. Een dag later twitterde hij de beelden van de landing en dat de landing minder hard dan gedacht was, maar nog steeds hard genoeg om de motoren te "accordeoneren", waarmee hij iets in de trant van verkreukelen bedoelde. Het lijkt erop dat de LOX net te vroeg op was en daardoor een motor uitschakelde.

#### Vlucht 27, CRS-9, tiende poging tot landing: succes
Bij missie CRS-9 die op 18 juli 2016 werd gelanceerd landde de booster met succes op Landing Zone 1 en de Dragon werd succesvol in een baan naar het ISS gebracht.

#### Vlucht 28, JCSAT-16, elfde poging tot landing: succes
Bij de geostationaire missie JCSAT-16 op 14 augustus 2016 landde de booster zonder problemen op OCISLY en werd de lading in de juiste baan gebracht.

#### Vlucht 29, Iridium-1, rtf twaalfde en laatste experimentele poging tot landing: eerste succesvolle westkust-landing

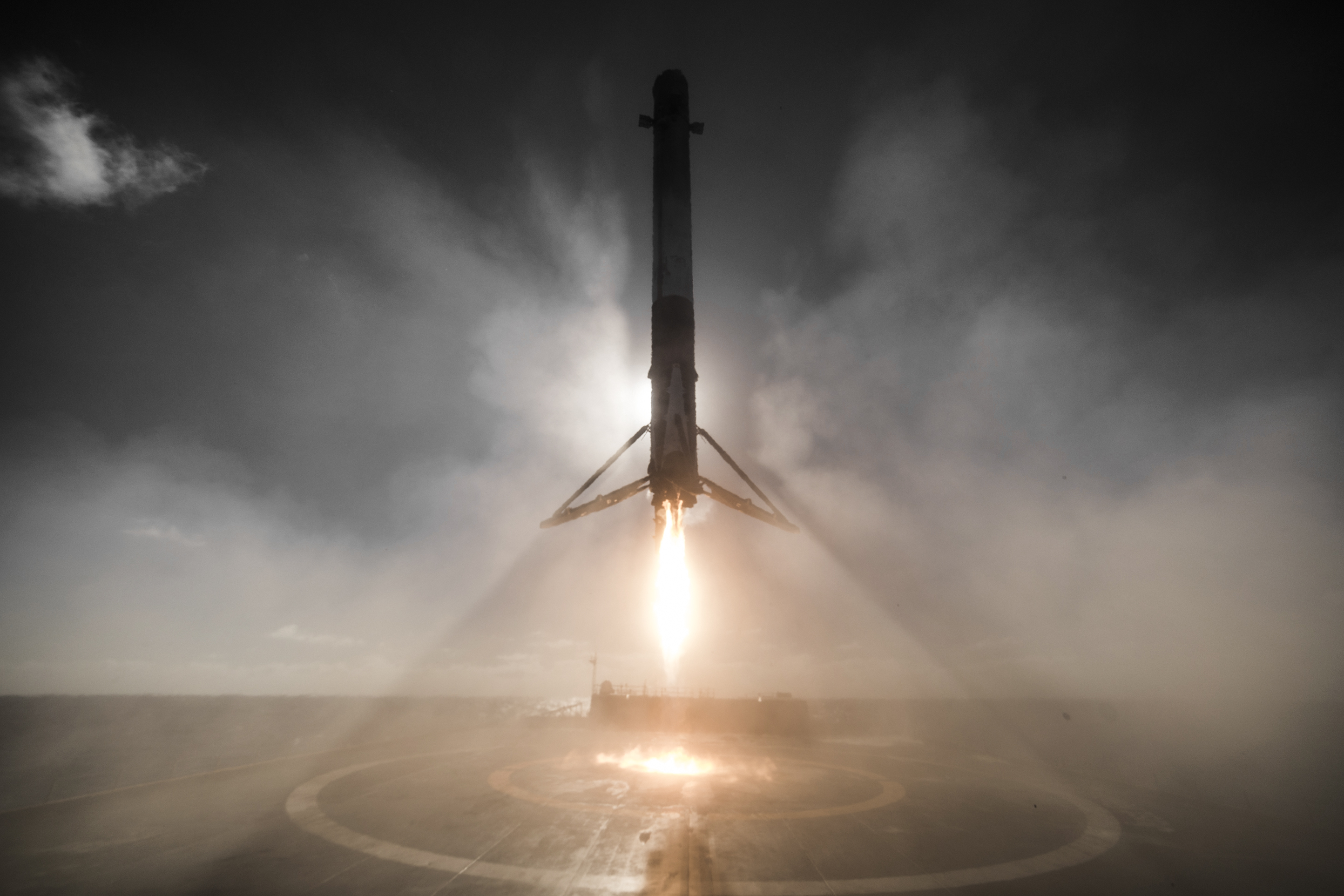
Landing van booster na lancering Iridium-1

Op 14 januari 2017 landde voor het eerst een Falcon 9 met succes op de Grote Oceaan. Dit was tevens de 'return to flight' na het ongeluk met Amos-6. Bijzonder is dat de lancering plaatsvond vanaf Vandenberg Air Force Base SLC-4E en het landingsschip Just Read The Instructions was. SLC-4E was in de maanden daarvoor opgeknapt en aangepast voor de Falcon 9 FT en de Falcon Heavy. De booster had vluchtnummer 29, aangezien de verloren Amos 6-booster (die ook als 29 was genummerd) nooit vloog. Dit was de zevende geslaagde landing. Deze lancering bracht de eerste tien van de in totaal geplande zeventig Iridium NEXT-satellieten in hun baan, elk 870 kg. De generale repetitie met static fire-test vond enkele dagen daarvoor plaats zonder de neuskegel en satellieten.

### Vlucht 30, CRS-10, ingebruikname LC-39A
Dragon vlucht CRS-10 was de eerste SpaceX lancering vanaf het voormalige Spaceshuttle-en-Apollo-complex LC-39A van het Kennedy Space Center. Eerder stond vlucht Echostar 23 daarvoor ingepland, maar door vertragingen bij de oplevering van LC-39A en de noodzaak om het ISS tijdig te bevoorraden werd de volgorde van die vluchten omgewisseld. De generale repetitie werd zonder lading uitgevoerd. Doordat dit een nieuwe lanceerinstallatie was moesten alle systemen gecheckt en gedubbelcheckt worden. Daardoor duurde testproces twee dagen van de roll out tot de static fire. De eerste poging tot lancering was op 18 februari 2017. De lancering werd 13 seconden van tevoren afgebroken omdat de telemetrie aangaf dat een hydraulische cilinder die de straalpijp van de tweede trap richt enigszins afwijkend functioneerde. Het besluit tot het afbreken van de lancering kwam van SpaceX directeur Elon Musk zelf. Een nieuwe poging tot lancering was na nachtelijke reparaties een dag later succesvol. Ook de landing die niet meer als "experimentele landing" werd omschreven op LZ-1 was een succes. Dit was tevens de eerste Falcon 9 die vloog met een actief autonoom vlucht veiligheid systeem aan boord.

### Vlucht 32, SES-10 eerste "re-flight"
Voor vlucht SES-10 werd op 30 maart 2017 voor het eerst een reeds gebruikte boostertrap ingezet. Deze boostertrap had eerder CRS-8 naar de rand van de ruimte gebracht. Satelliet SES-10 is maar enkele honderden kilo's lichter dan Echostar XXIII, maar dat was genoeg zijn om wel met succes boosterlanding op OCISLY uit te voeren. Ook zijn de neuskegelhelften (payload fairing) op de juiste plek in zee geland als onderdeel van het leren bergen van de neuskegel. Elon Musk heeft aangegeven deze booster in de omgeving van Cape Canaveral te willen tentoonstellen. Mogelijk zal dat in de rocketgarden van het KSC-bezoekerscentrum zijn.

### Vlucht 33, NROL-76, eerste keer EELV
Op 1 mei 2017 heeft SpaceX zijn eerste militaire lancering onder het EELV-programma uitgevoerd. Een geheime vracht werd in opdracht van de NRO in een niet gespecificeerde baan gebracht. Voor de vierde maal werd een landing op LZ-1 uitgevoerd.

### Vlucht 38, IntelSat 35e, zeer zware lading
De lancering van IntelSat 35e op 5 juli 2017 betrof de zwaarste lading die SpaceX tot nog toe naar een geostationaire overgangsbaan (GTO) lanceerde. De raket vloog in "expendable mode", dus zonder landingsgestel en gridfins en gebruikte voor het eerst letterlijk alle brandstof uit de brandstoftanks. De tweede ontbranding van de tweede trap die minimaal 52 seconden moest duren, duurde 56 seconden tot de brandstof op was. Deze extra 4 seconden stuwkracht bespaarde de 6.761 kg wegende satelliet eigen brandstof op weg naar zijn geostationaire baan wat de potentiële levensduur van de satelliet verlengt. Dit was tevens de derde Falcon 9 vlucht die SpaceX binnen twaalf dagen wist te realiseren.

### Vlucht 39, CRS-12
Dragon missie CRS-12 werd op 14 augustus 2017 gelanceerd met de eerste Falcon 9 Block-4 uitvoering.

### Vlucht 43, SES-11 en vlucht 44, KoreaSat 5A
Na de 18e succesvolle boosterlanding van vlucht 43, op 12 oktober 2017, ontstond brand op het dek van Of Course I Still Love You. Er lekte overgebleven RP-1 op het dek die vlam vatte. Het dek en de fixatie-robot (onofficieel Roomba, Optimus Primus, of Octograbber genoemd) raakte daardoor beschadigd. Ook bij de daarop volgende vlucht, (KoreaSat 5A op 30 oktober), was er na de landing brand op het droneschip.

### Vlucht 46, Iridium Next 4, "UFO"
Tijdens de vierde Iridiumvlucht die op 22 december 2017 (plaatselijke tijd) vanaf Vandenberg AFB gelanceerd werd, deed zich het zogenaamde schemeringsfenomeen voor. Het zonlicht dat kort na zonsondergang hoger in de atmosfeer de uitstoot van de raket deed oplichten was zeer goed zichtbaar in het zuiden van Californië. Dit resulteerde in vele UFO meldingen, maar ook in verkeersongelukken die door afgeleide chauffeurs werden veroorzaakt. De missie was overigens succesvol.

### Vlucht 47, Zuma
Op 7 januari 2018 werd Zuma, een geheime vracht van Northrop Grumman gelanceerd vanaf CCAFS SLC-40. Deze lancering was eerder op LC-39A afgeblazen omdat er mogelijke problemen naar boven waren gekomen tijdens het testen van een neuskegel van een andere Falcon 9 en de data van de test beter bestudeerd moest worden. Een dag na de lancering meldden veel tech-websites dat Zuma na het ontkoppelen van de Falcon verloren zou zijn gegaan. Vanwege het geheime karakter van deze missie wordt daarover echter niets via officiële kanalen gemeld. Volgens Gwynne Shotwell is er geen informatie dat er met de Falcon 9 iets afwijkends is gebeurd. De satelliet zou volgens Jonathan McDowell met een payload-adapter van Northrop Grumman in plaats van de standaard Falcon 9-adapter van SpaceX zijn uitgerust. Volgens de informatie van NORAD’s satelliettracking-website zou de satelliet met volgnummer USA 280 echter gewoon werkend in zijn baan zijn.
Op 22 januari 2018 bevestigde luitenant-generaal John Thompson van de USAF dat SpaceX deel van de lancering succesvol was.

### Vlucht 48 GovSat-1/SES-16, experimentele zeelanding
De Block-3 booster van vlucht 48 zou op 31 januari 2018 geen droneschip landing uitvoeren omdat het droneschip zes dagen later nodig is voor de Falcon Heavy-demonstratievlucht en de Block-3 boosters worden uitgefaseerd. SpaceX gebruikt deze boosters echter wel voor een experimentele landing in zee om zo hun landingstechnieken verder te verbeteren zonder het droneschip te beschadigen. Deze booster bleef na de landing die met extra stuwkracht werd uitgevoerd heel, bleef drijven en SpaceX probeert hem terug naar land te slepen. Na enige tijd brak de booster alsnog en zonk nog voor een bergingsmissie in gang kon worden gezet. Berichten in diverse media dat de luchtmacht hem kapot geschoten heeft worden door SpaceX als vals bestempeld.

### Vlucht 49, Paz Starlink, eerste Fairing 2.0
Op 22 februari lanceerde SpaceX voor het eerst een Falcon 9 met het nieuwe type neuskegel (Fairing 2.0) dat op herbruikbaarheid is ontworpen. Er werd gepoogd een fairingdeel aan een parachute op het vangnet van een volgboot te laten landen. Het fairingdeel miste de boot op een paar honderd meter. De Fairinghelft bleef echter wel als een boot drijven en kon aan boord van volgboot Mr Steven worden gebracht. Bij een volgende poging zal de fairing met een grotere paraglider worden uitgerust waardoor deze trager daalt en de bergingsboot meer tijd heeft om zich er nauwkeuriger onder te positioneren. Aan boord van de Falcon 9 waren de Spaanse satelliet Paz en de eerste twee testsatellieten (bijnamen Tintin A en B) van SpaceX’ eigen Starlink-netwerk voor breedbandinternet. Block-3 booster 1038 vloog zijn tweede en laatste missie en werd daarom niet geborgen.

### Vlucht 50, Hispasat 30W-6
Hispasat 30W-6 werd op 6 maart 2018 gelanceerd op de 50e Falcon 9 vlucht en is de grootste vracht die de Falcon 9 tot dan toe lanceerde. SpaceX was aanvankelijk van plan deze nieuwe Block-4 booster die vanaf Cape Canaveral opsteeg op OCISLY te laten landen. Dit zou dan de zwaarste GTO vlucht met landing worden. Maar door zware storm op de oceaan kon het droneschip niet uitvaren. Wel werd een landing in zee uitgevoerd om data voor hoog-energetische landingen te winnen.

### Vlucht 53, TESS, complexe baan en laatste nieuwe Block-4-booster
Op de 53e vlucht (18 april 2018) heeft de Falcon 9 de Transiting Exoplanet Survey Satellite in een bijzonder uitgekiende zeer elliptische baan om de aarde gebracht. Deze baan heeft een omlooptijd die de helft van de omlooptijd van de Maan is. Bij het bereiken van het verste punt van de Aarde (Apogeum) loopt TESS altijd 90 graden voor of achter op de positie van de Maan maar is deze ongeveer even ver van de aarde verwijderd. Hierdoor komt de satelliet nooit in de gravitationele invloedssfeer van de Maan terecht en wordt de baan niet verstoord. De lancering gebeurde met de laatst gebouwde Falcon 9 FT-block4 booster (Booster nummer B1045). Ook bijzonder is dat deze booster nog voor de eerste vlucht al gereserveerd werd voor zijn tweede vlucht; CRS-15. TESS is een explorer-klasse ruimtetelescoop van NASA waarmee de eigenschappen van reeds ontdekte exoplaneten worden onderzocht. Om te voorkomen dat de tweede trap in botsing met andere satellieten kan komen is deze na afkoppeling van TESS in baan om de zon gebracht. Vier maanden voor de lancering werd de Falcon 9-FT door NASA gecertificeerd voor Categorie-2 wetenschapmissies.

### Vlucht 54, Bangabandhu 1, eerste Falcon 9-Block 5
Vlucht Bangabandhu 1 die die op 11 mei 2018 met succes werd uitgevoerd werd de eerste Falcon 9-Block 5 (B1046) gereserveerd. De eerste poging tot lanceren op 10 mei werd door de computer in de opstartfase afgebroken. Dit betrof tevens de eerste satelliet van de overheid van Bangladesh en de 25e succesvolle boosterlanding.

### Vlucht 57, CRS-15, laatste Full Thrust
Dragon-missie CRS-15 die op 29 juni 2018 werd gelanceerd was de laatste vlucht met een Falcon 9-Full Thrust. Block 4 booster B1045 maakte zijn tweede en laatste vlucht. Doordat de lancering vlak voor zonsopkomst was trad het schemeringsfenomeen op waarbij de uitstoot van de raket oplichtte.

### Vlucht 58, Telstar 19 VANTAGE, zeer zware GTO-vracht en landing
De Telstar19 VANTAGE-communicatiesatelliet die op 22 juli 2018 werd gelanceerd is met een massa van 7.075 kilogram de zwaarste vracht die een Falcon 9 tot nog toe heeft gelanceerd. Een Block-4 uitvoering zou bij zo’n zware GTO-missie geen boosterlanding hebben kunnen uitvoeren. De Block 5-booster deed dat wel dankzij de extra kracht en verbeterde hittebestendigheid.

### Vlucht 62, SAOCOM 1A, eerste landing op VAFB
Tijdens vlucht 62 werd voor het eerst een booster op Vandenberg AIr Force Base Landing Zone 4 geland.

### Vlucht 64, SSO-A
SSO-A bracht op 3 december 2018 meer dan 64 kleine satellieten in een zon-synchrone baan. Dit was tevens de eerste keer dat een booster-trap voor een derde maal werd gelanceerd. Booster 1046 is vanaf drie lanceerplatforms gelanceerd.
Het vangen van de neuskegel lukte nog niet. Maar SpaceX hoopt ze uit zee te vissen en na te zijn gedroogd te hergebruiken.

### Vlucht 65, CRS-16, boosterlanding mislukt
De boosterlanding van CRS-16 op 5 december 2018 mislukte nadat de raket B1050 in een spin raakte. De booster, die zijn eerste vlucht maakte, kwam zo’n drie kilometer voor de kust van Cape Canaveral in zee terecht. Een hydraulische pomp die de gridfins bestuurt zou zijn uitgevallen waardoor een gridfin onder een hoek van ongeveer 40 graden kwam vast te zitten. Tijdens de landing burn kreeg de motor samen met de stikstofstuwers de raket weer onder controle. De raket lag echter niet op koers voor landing zone 1. Dit is voor het eerst sinds het voorjaar van 2016 en 26 succesvolle landingen op rij dat een poging een reguliere Falcon 9-booster te laten landen mislukte. De raket is rechtstandig in zee geland en daarna omgevallen en zou nauwelijks beschadigd zijn en stuurde daarna nog telemetrie. Musk plaatste de beelden van een van de onboard-camera’s  twee uur later op Twitter. Systemen die er voor zorgen dat een defecte raket niet boven land komt werkten perfect. De missie, het lanceren van een Dragon, was geslaagd. Twee dagen later werd de (drijvende) booster Port Canaveral binnengesleept waar deze uit het water wordt gehaald voor onderzoek. Musk tweette na de mislukte landing dat er in de toekomst waarschijnlijk backup-pompen voor de hydraulische besturing van de gridfins in de boosters worden geplaatst en dat de booster wellicht nog herbruikt kan worden voor een interne missie van SpaceX.

### Vlucht 68 PSN-6/Beresheet, eerste vlucht naar de Maan
PSN-6/Beresheet (gelanceerd op 22 februari 2019) had als secondaire vracht de Israëlische maanlander Beresjiet van SpaceIL aan boord. Dit is de eerste van de voormalige Google Lunar X Prize deelnemers die tot een lancering komt. De mini-maanlander werd in een geostationaire overgangsbaan geplaatst en doet er 40 dagen over om in een baan om de maan te komen. De succesvolle boosterlanding werd door SpaceX omschreven als de meest uitdagende landing tot dan toe, waarbij de hoogste re-entry-temperaturen van een Falcon-booster ooit werden bereikt.
Bijzonderheid: de booster was al binnen twee dagen terug in de Port Canaveral waar de terugreis normaliter vier dagen duurt. Omdat het landingsschip snel weer nodig is voor missie SpX-DM1 was een extra sterke duwboot voor het landingsschip ingehuurd.

### Vlucht 69, SpX-DM1, eerste testvlucht Crew Dragon
Op 2 maart 2019 lanceerde SpaceX zijn eerste Crew Dragon op een nog onbemande testvlucht naar het ISS.

### Vlucht 71, Starlink-1, zwaarste vracht ooit
Op 24 mei 2019 lanceerde SpaceX hun eerste serie Starlink-internetsatellieten. De stapel van 60 satellieten had een gezamenlijke massa van ruim 18 ton en was daarmee de zwaarste vracht die SpaceX tot nog toe lanceerde. Het loslaten van de satellieten ging op een unieke manier. De tweede trap draaide eenmaal horizontaal om zijn as waardoor de satellieten die mekaar gelijktijdig loslieten weggeslingerd werden.

### Vlucht 74, Amos 17
Met de gratis lancering van Amos 17 lost SpaceX op 6 augustus 2019 een schuld in bij SpaceCom nadat hun satelliet Amos 6 in 2016 tijdens een statische starttest die op een explosie uitliep verloren ging.
De raket werd in de hangar van LC-39A geïntegreerd en overgebracht naar LC-40 waar een statische start (zonder vracht) werd uitgevoerd. Daarbij werd een probleem met mogelijk defect ventiel ontdekt waarop SpaceX de lancering uitstelde om dat ventiel te vervangen en nog een statische start uit te voeren. De Falcon 9 vloog in Expendable mode. Voor de tweede maal lukte het SpaceX een neuskegelhelft in het net van hun schip Go Ms. Tree te vangen.

### Vlucht 75, Starlink L1
Tijdens de 75e Falcon 9-lancering, die 11 november 2019 werd gelanceerd is voor het eerst in de geschiedenis van de ruimtevaart een neuskegel hergebruikt. De vracht bestond uit de eerste batch van 60 volledig functionele Starlink-internetsatellieten van SpaceX zelf. Een poging om beide neuskegelhelften te vangen met de schepen Go MsChief en Go MsTree werd afgeblazen wegens de weersomstandigheden. De booster-trap vloog als eerste een vierde missie.

### Vlucht 76, CRS-19, duurkracht experiment
Op 5 december 2019 werd de negentiende dragon-bevoorradingsvlucht gelanceerd. Anders dan gebruikelijk is bij dit type vluchten landde de boosters niet op land maar op het droneschip. Dit gebeurde om brandstof in de tweede trap te besparen omdat die na afkoppeling van de booster nog zes uur lang in de ruimte zou blijven om aan te tonen dat deze ook na zes uur nog kan functioneren zonder dat de kerosine door de kou gaat stollen. Hiermee wordt een essentieel gedeelte van directe lancering naar een geostionaire baan (GEO) gesimuleerd. Dit is een vereiste voor certificatie van de Falcon Heavy voor de tweede fase van het National Security Space Launch-programma van de USAF. De test is volgens Gwynne Shotwell succesvol geweest.

### Vlucht 79, Crew Dragon-inflight abort test
De Falcon 9 voor de in-flight abort test van de Crew Dragon was bij voorbaat ten dode opgeschreven. Op het moment dat de Crew Dragon de raket op een hoogte van 19 kilometer verliet veranderde de aërodynamica dusdanig dat deze na enkele seconden door de botsing met de lucht brak en explodeerde. Om die reden was de tweede trap zonder motor uitgevoerd omdat die niet zou worden gebruikt. De tweede trap bleef na de explosie in tact en explodeerde pas toen deze op het zeeoppervlak te pletter sloeg. Het was de vierde en laatste vlucht van booster B1046. De test werd uitgevoerd 19 januari 2020.

### Vlucht 81, Starlink V1 L4
Op 17 januari 2020, tijdens de vierde lancering van operationele Starlink-satellieten miste de booster het droneschip. Doordat de wind harder dan verwacht was, kon de booster het landingsprogramna niet op de juiste manier uitvoeren en besloot de boordcomputer de landing af te breken en het droneschip te ontwijken. SpaceX heeft daarna hun mogelijkheid tot windvoorspellingen verbeterd.

### Vlucht 83, Starlink V1L5, motor uit
Hoewel de vracht op 18 maart 2020 met succes werd gelanceerd, slaagde SpaceX er niet in booster B1048 voor de vijfde keer te landen. Een eerdere poging tot lancering drie dagen eerder, werd afgebroken toen een van de motoren meer dan de vereiste stuwkracht gaf. Musk meldde dat vlak voor dat de motoren van de eerste trap uit moesten gaan al een van de motoren (door de boordcomputer) vroegtijdig werd uitgezet en dat dat moet worden onderzocht. Ook gaf Musk aan dat de booster al flink wat slijtage had en dat hij zo’n booster alleen voor SpaceX eigen missies inzet.

### Vlucht 84, Starlink V1L6
Met deze vlucht die op 22 april 2020 werd gelanceerd overtrof De Falcon 9 het aantal lanceringen van de Atlas V en werd het de meest gelanceerde actieve, Amerikaanse draagraket.

### Vlucht 85, SpX-DM2, eerste bemande vlucht
Missie SpX-DM2 die op 30 mei 2020 gelanceerd werd, is de eerste bemande lancering van een Falcon 9. Het gaat om de bemande testvlucht van de Crew Dragon. Het is tevens de eerste bemande ruimtevlucht vanuit Amerika sinds het einde van het Spaceshuttleprogramma in 2011.

### Vlucht 87, Starlink V1L8/SkySat geen statische start
Vlucht 87, die op 13 juni 2020 werd gelanceerd, is de eerste lancering van een Falcon 9 die niet door een statische start-test vooraf wordt gegaan. SpaceX heeft het punt bereikt waarbij het vertrouwen in de raket zo groot is dat een generale repetitie niet meer nodig wordt geacht. Hiermee kan SpaceX zo’n vier dagen tijdwinst boeken en het lanceertempo verder opschroeven.

### Vlucht 89, ANASIS II
Tijdens de lancering van ANASIS II op 20 juli 2020 slaagde SpaceX er voor het eerst in beide neuskegelhelften te vangen.

### Vlucht 93, SAOCOM 1B, nieuwe polaire corridor
De lancering van SAOCOM 1B was de eerste lancering sinds 1969 vanaf de Eastern Range (Cape Canaveral AFS en Kennedy Space Center) die naar een polaire baan ging. Eind 2018 opende de 45th Spacewing een corridor die daarvoor gebruikt mag worden. De booster vloog terug naar land voor een landing op LZ-1. Wegens de Coronacrisis is de lancering die voor maart 2020 was voorzien uitgesteld. In de zomer van 2020 werd de nogmaals uitgesteld. De raket vloog namelijk vanaf SLC-40 over Lanceercomplex 37 waar een Delta IV Heavy-raket met een erg dure spionagesatelliet (NROL-44) werd klaargemaakt. SLC-37 zou daardoor in de zone liggen waar puin van een mislukte lancering terecht zou kunnen komen. Op verzoek van de NRO zou SpaceX SAOCOM 1B daarom pas de dag na de geplande lancering van die Delta IV Heavy lanceren. Toen die NROL-44 op 29 augustus na een mislukte start met minimaal zeven dagen moest worden uitgesteld stond de NRO de lancering toch toe en werd deze op 30 augustus 2020 uitgoevoerd.
Door de onzekerheid over de vertragingen van deze lancering had Capella Space, een van de secundaire rideshare-klanten in het voorjaar van 2020 besloten hun satelliet "Sequoia" om te boeken naar een Electron-raket van Rocket Lab. Deze werd een kleine vier uur later dan SAOCOM 1B gelanceerd.

### Vlucht 100, Starlink V1L15
Starlink V1L15 was de honderdste lancering van een Falcon 9. De lancering was op 25 november 2020. Ook werd het record van meeste vluchten van een booster naar zeven gebracht.

### Vlucht 106, Transporter-1, record aantal satellieten
Transporter-1 was de eerste toegespitste vlucht van SpaceX smallsat-programma. In totaal werd op 24 januari 2021 een recordaantal 143 kleine satellieten tijdens deze vlucht in een zonsynchrone baan om de aarde gebracht. Daaronder waren ook tien van SpaceX eigen Starlink-satellieten waarmee SpaceX ook is begonnen Starlinkdekking rond de Noord- en Zuidpool te realiseren. De zuidwaartse lancering was vanaf Cape Canaveral Space Force Station SLC-40 en de booster landde op een droneschip dat zich tussen de Bahama’s en Cuba had gepositioneerd.

### Vlucht 108, Starlink V1L19, mislukte boosterlanding
Tijdens vlucht 108 (16 februari 2021) slaagde SpaceX er niet in om booster B1059 te landen. Dat was overigens een geluk voor een groep meeuwen die op het dek van het droneschip zat. Hiermee kwam een eind aan een reeks van 24 geslaagde landingen op rij. Starlink V1L17, de vlucht die een dag later moest lanceren, werd daarop uitgesteld tot er duidelijkheid over de oorzaak is. Volgens een aantal ruimtevaarjournalisten verliep het einde van de entry burn niet nominaal. Ook betekent het verlies van de booster dat de voorraad van SpaceX van vijf naar vier actieve Falcon 9-boostertrappen ging. Hans Koenigsmann gaf op 23 februari aan dat hitteschade aan de anomalie ten grondslag lag, maar kon geen verdere details geven. Begin maart was duidelijk dat een hittebestendige en flexibele beschermkap die de ophangingscompartimenten voor de Merlin 1D-motoren beschermt tegen plasmastromen het tijdens de terugkeer had begeven waardoor een van de motoren beschadigd raakte en niet meer te herstarten was.

### Vlucht 139, NROL-87, recordaantal successen op rij
Na de 139e vlucht op 2 februari 2022 evenaart de Falcon 9 het record van het meeste aantal succesvolle missies op rij van één rakettype van de Delta II. Het gaat om 111 vluchten. Er was sinds 1 september 2016 (Amos 6) al geen missie meer mislukt.

### Vlucht 200, Starlink Group 2-6 & ION SCV009
Op 31 januari 2023 werd voor de tweehonderdste maal een Falcon 9 gelanceerd.

### Vlucht 283, Starlink 6-32
Op 23 december 2023 werd de negentiende vlucht van core-booster B1058 gelanceerd. De landing was succesvol, maar twee dagen later, tijdens de terugreis viel de booster om op het dek van droneschip Just Read The Instruction. De bovenkant werd eraf geslepen en de resterende onderkant werd geborgen om voor onderdelen te worden gedemonteerd. B1058 was de booster die in 2020 voor SpaceX’ eerste bemande vlucht DM-2 debuteerde.

### Vlucht 323, Starlink 6-49
Booster B1062 haalde op 13 april 2024 de mijlpaal van twintig lanceringen en landingen.

### Vlucht 354, Starlink Group 9–3, mislukt door lek
Vlucht 354 was een lancering van Starlink naar hun Generation 2-netwerk, inclusief 13 satellieten met direct-to-cell-connectiviteit. Tijdens de vlucht op 12 juli 2024 trad een storing op. Tijdens de lancering voerde de tweede trap zijn eerste verbranding nominaal uit. Er ontstond echter een vloeibaarzuurstoflek, waardoor de tweede verbranding niet goed werkte. De motor van de tweede trap viel uiteen tijdens een geplande herontsteking, waardoor de satellieten in een onbruikbare baan achterbleven. De satellieten gingen vervolgens verloren als gevolg van atmosferische weerstand. 
Deze lancering was de eerste mislukking van een Falcon 9 Block 5, waarmee een einde kwam aan de reeks van 325 opeenvolgende succesvolle Falcon 9-lanceringen na de pre-flight anomalie van AMOS-6. 
De FAA heeft opdracht gegeven tot een onderzoek naar het mislukken van de tweede fase, waarbij de Falcon 9 tijdens het proces aan de grond werd gehouden.

## Falcon Heavy

### Lanceringen

#### Vlucht 2, Arabsat 6A, eerste Falcon Heavy Block 5, eerste commerciële vlucht
Arabsat 6A is een zware Saoedische communicatiesatelliet die 11 april 2019 2235 UTC vanaf LC-39A werd gelanceerd. De eerste poging tot lancering in de nacht van 10 op 11 april (UTC) werd afgeblazen wegens te harde wind op grotere hoogte. SpaceX wist voor het eerst alle drie boosters te landen. De gebruikte sideboosters waren B1052 en B1053. De center core is B1055. 
De centercore-landing was een van de moeilijkste boosterlandingen tot op dat moment. Het landingsschip lag 967 kilometer van de lanceerplaats. Ook de twee helften van neuskegel werden geborgen nadat deze aan parachutes in zee landden. Na 34 minuten werd de satelliet door de tweede trap in zijn geostationaire overgangsbaan afgezet. Enkele dagen na de lancering viel de center core tijdens de terugreis naar Port Canaveral om door de hoge golfslag die gevolg van slecht weer was. De center core brak daardoor in tweeën. De onderzijde bleef op het droneschip liggen en Elon Musk verwacht de motoren te kunnen hergebruiken hoewel een aantal straalpijpen was ingedeukt. 
SpaceX heeft een verzwarende robot met de bijnaam Octograbber die Falcon 9-boosters kan vastgrijpen en fixeren. De onderzijde van een center core wijkt echter af van die van een Falcon 9 waardoor deze niet kon worden gebruikt. Ook was het om veiligheidsredenen niet mogelijk voor het SpaceX-team aan boord van het droneschip te gaan en de poten vast te lassen aan het dek zoals dat eerder wel met een aantal Falcon 9-boosters is gedaan.

##### Voorbereiding
Vrijwel meteen na de lancering van Falcon 9-Crew Dragon SpX-DM1 begon men het lanceerplatform in gereedheid te brengen voor deze Falcon Heavy-lancering. Op 4 april werd de raket zonder vracht en neuskegel op het lanceerplatform gezet voor de statische starttest. De test werd een dag uitgesteld en op 5 april uitgevoerd. Opvallend was dat de neuskegels van de sideboosters niet blinkend wit waren. Dit lijkt erop te wijzen dat deze neuskegels dezelfde zijn die op de raket van de demonstratievlucht zaten.

#### Vlucht 3, STP-2
Space Test Program-2 was de derde vlucht van de Falcon Heavy. De lancering vond plaats op 25 juni 0630 UTC. Het was een vlucht in opdracht van het Space and Missile Systems Center van de USAF. De Falcon Heavy heeft 24 afzonderlijke experiment-satellieten in vier verschillende banen om de aarde gebracht. Daarnaast was er nog een dummy-vracht van 5000 kg aan boord zijn om de kracht van de Falcon Heavy te bewijzen. De missie werd door SpaceX “de meest complexe lancering tot nog” toe genoemd omdat om deze vrachten in hun eigen banen te krijgen de tweede trap zijn motor viermaal moest ontsteken.
Hoewel dit een militaire lancering was, viel deze vlucht niet onder het EELV-programma. De kans op falen die wordt geaccepteerd bij dit soort testvluchten is groter dan voor de zeer dure militaire spionage- en communicatiesatellieten. De draagraket daarvoor behoeft geen EELV-certificatie. De totale missie vertegenwoordigde volgens de USAF zo’n 750 miljoen dollar. De vlucht zelf was voor de USAF de hoofdmissie waarmee meer duidelijk zou worden over de prestaties van de Falcon Heavy. De satellieten waren dus de secundaire missie. De vlucht is meermaals vertraagd en de lancering was op 25 juni 2019 0630 UTC. Deze gebruikte dezelfde sideboosters (serienummers B1052 en B1053) als Arabsat 6A gebruikte. De center core (B1057) was een nieuwe.
Anders dan in een eerdere vergunningaanvraag stond zou de center core niet 39 kilometer uit de kust landen maar 1240 kilometer uit de kust. Dat is verder dan alle voorgaande boosterlandingen van SpaceX. Vooraf gaf Elon Musk de center core een kans van 50 procent op een succesvolle landing gezien de zeer hoge terugkeersnelheid.
De landing van de center core mislukte. De booster miste het schip en explodeerde bij het neerstorten in zee. Waarschijnlijk was de booster beschadigd geraakt door de hitte en kracht waaraan deze tijdens de terugkeer in de atmosfeer werd blootgesteld. Daardoor werkte de stuwstraalbesturing niet meer naar behoren. Het lijkt er ook op dat de raket die met hoge snelheid aan kwam een ontwijkingsmanoeuvre maakte om het droneschip niet te raken. Elon Musk bevestigde op Twitter dat de booster zo is geprogrammeerd.
De Octagrabber werd voorafgaand aan deze vlucht zo aangepast dat deze nu wel geschikt is om de center core vast te grijpen en te verzwaren zodat deze, in het geval van een succesvolle landing, stabiel op het droneschip had kunnen blijven staan.
Opvallend is dat de statische starttest gebeurde met een neuskegel zonder vracht. Dit werd gedaan op verzoek van de USAF om daarmee akoestische data te verzamelen. Het betrof niet de neuskegel die tijdens de vlucht wordt gebruikt. Die was namelijk al eerder met de vracht geïntegreerd. Normaliter vindt de statische starttest plaats zonder neuskegel. Het lukte SpaceX tijdens deze vlucht voor het eerst een neuskegelhelft te vangen met hun schip GO MsTree (eerder Mr Steven) dat met een nieuw vangnet was uitgerust. SpaceX had daar al twee jaar aan gewerkt.
Side-booster B1052 die ook op vlucht-2 Arabsat 6A werd gebruikt bleek eind 2021 te zijn omgebouwd tot Falcon 9-booster.

#### Vlucht 4, USSF-44
USSF-44 werd op 1 november 2022 om 1341 UTC vanaf het Kennedy Space Center gelanceerd.
De lancering voor AFSPC-44 werd in februari 2019 geboekt. De missie werd in 2020 na vorming van de US Space Force hernoemd tot USSF-44. Aanvankelijk zou deze op 9 oktober 2021 lanceren maar de vracht bleek door onder meer een storing niet lanceerklaar te zijn. De vlucht vertraagde naar 1 november 2022.
Hoewel het aanvankelijk niet in zoveel woorden werd benoemd was uit de missievereisten op te maken dat het om een boeking voor Falcon Heavy ging. De vracht bestond uit enkele satellieten die direct in een geostationaire baan moesten worden geplaatst. Een expendable Falcon 9 is niet krachtig genoeg om daaraan te voldoen. USSF-44 werd de vierde Falcon Heavy-lancering en de eerste onder het NSSL-programma. In de loop van 2020 zou de Space Force het ontwerp van de Falcon Heavy volledig goedkeuren voor deze missie.
Tijdens de lancering landden sideboosters LZ-1 en LZ-2. In eerdere plannen zouden de landingen op droneschepen zijn. De center core landde niet. Het feit dat de sideboosters terugvlogen naar land wijst er op dat er naar alle waarschijnlijkheid een van de vrachten van de lancering af is gehaald waardoor dit mogelijk werd. 
Op 6 oktober 2022, de dag na de lancering van SpaceX Crew-5, begon SpaceX met het ombouwen van platform 39A naar Falcon Heavy-configuratie. Omdat er ruim drie jaar geen Falcon Heavy was gelanceerd vereiste dit ook tussentijds onderhoud aan de aansluitingen en kostte daarmee meer tijd. Voor het eerst werd een gedeeltelijk grijs gekleurde tweede trap gebruikt. Dit zorgt voor langduriger temperatuursbeheersing van de brandstoftank en moet voorkomen dat de brandstof in de ruimte nog voor het einde van de missie te koud en daarmee stroperig zou worden. Op 27 oktober was de statische start (zonder vracht).

#### Vlucht 5, USSF-67
Het contract voor USSF-67 werd samen met de contractering voor het NSSL-fase-2-contract bekendgemaakt. De missie werd op 15 januari 2023 gelanceerd. De missie bracht twee satellieten vanaf Kennedy Space Center LC-39A rechtstreeks in een geostationaire baan en vereiste het meermaals herstarten van de tweede trap tot zes uur na de lancering. 
De side-boosters landden op Cape Canaveral LZ-1 & 2 en de center-core vloog in expendable mode. De statische start was op 10 januari 2023.

#### Vlucht 6, ViaSat-3 America’s
Viasat had eerder een overeenkomst voor de lancering van een ViaSat-2-satelliet met een Falcon Heavy. Door vertragingen in de ontwikkeling werd deze overgeboekt en in 2017 met een Ariane 5 gelanceerd. De boeking van een Falcon Heavy werd echter niet geannuleerd maar men liet de boeking openstaan voor een latere satelliet. 
Op 25 oktober 2018 werd besloten dat een van de Viasat-3-satellieten tussen 2020 en 2022 per Falcon Heavy zou worden gelanceerd. Ook Arianespace en ULA zullen een Viasat-3-satelliet lanceren. In september 2021 werd bekend dat ook Arctures (Aurora 4A), een satelliet van Astranis, aan boord zal zijn. Deze zou aanvankelijk met een Falcon 9 worden gelanceerd maar ging nu mee als rideshare. De lancering was op 1 mei 2023 om 0026 UTC. Geen van de boosters zou landen vanwege de missievereisten. Het was daarmee de eerste Falcon Heavy-lancering die volledig in expendable modus werd uitgevoerd. 
De tweede trap bereikte de orbitale snelheid in acht minuten en zes seconden; een record voor Falcon-lanceringen. De vrachtkegel werd bij een snelheid van Mach 15 afgeworpen en had de hoogste terugkeersnelheid van een Falcon-neuskegel tot dan toe.

#### Vlucht 7, Echostar XXIV
Echostar XXIV alias Jupiter 3 is met 9200 kilogram de zwaarste commerciële communicatiesatelliet ooit. De boeking van de Falcon Heavy door telecommunicatiebedrijf Hughes werd in mei 2022 bekendgemaakt en de lancering is was op 29 juli 2023, nadat een eerste lanceerpoging twee dagen eerder werd stilgelegd. De side-boosters vlogen terug naar land, de center-core werd opgebruikt. Er werd een tweede trap voor medium duration gebruikt om de satelliet in ongeveer drie en een half uur naar een geostationaire overgangsbaan te brengen.

#### Vlucht 8, Psyche
Op 28 februari 2020 contracteerde NASA SpaceX om met een Falcon Heavy de ruimtesonde Psyche naar de gelijknamige planetoïde te lanceren. Dit is de eerste Falcon Heavy-lancering die NASA boekte. Op vlucht STP-2 had NASA wel enkele satellieten, maar die lancering was door de USAF geboekt. De lancering was op 13 oktober 2023 en de raket vloog in de gedeeltelijk herbruikbare modus waarbij de sideboosters terug naar land vlogen en de centercore expendable was.
Door een in mei 2022 ontdekt probleem in de sonde werd de lancering van begin augustus 2022 naar oktober 2023 verplaatst. Gevolg van deze vertraging is dat de sonde door een andere stand van het zonnestelsel minstens drie jaar later bij de planetoïde zal aankomen. Ook kon een tweede NASA-missie genaamd JANUS die aanvankelijk samen met Psyche zou worden gelanceerd niet meer mee liften omdat Psyche nu een ander traject volgt dat de missie van JANUS onmogelijk maakt. JANUS werd uiteindelijk geannuleerd.

#### Vlucht 9, USSF-52 (OTV-7)
USSF-52 (eerder bekend als AFSPC-52) was de eerste lancering die onder het EELV-programma (heet nu NSSL-programma) werd geboekt. Deze zou aanvankelijk in september 2020 worden gelanceerd maar was inmiddels vertraagd naar december december 2023. De vracht bleek een maand voor de lancering de Boeing X-37B voor missie OTV-7 te zijn. Het geboekte vluchtprofiel was 6350 kg naar een geostationaire overgangsbaan. Media gingen ervan uit dat de daadwerkelijke baan een stuk complexer zal zijn en dat dit de keuze voor de Falcon Heavy ten opzichte van een Falcon 9 (die ook aan de openbaar gemelde eisen kan voldoen) in wegwerpmodus legitimeert. De side-boosters vliegen terug naar land en de center-core vliegt expendable. Op 3 december 2023 was de statische start. Daarna werd gewerkt naar een lancering op 11 december maar deze moest om technische en meteorologische redenen meermaals worden uitgesteld. De lancering was uiteindelijk op 29 december en verliep voor zover bekend succesvol.

#### Vlucht 10, Goes-U
Goes-U is een weersatelliet van NASA die door weerinstituut NOAA wordt geëxploiteerd. De lancering werd in september 2021 geboekt, en werd op 25 juni 2024 gelanceerd. beide side-boosters vlogen terug naar land, de center-core vloog in expendable-modus.

#### Vlucht 11, Europa Clipper
Europa Clipper is een NASA Flagship-missie (de duurste categorie) en is op 14 oktober 2024 naar Jupiters maan Europa gelanceerd. Aanvankelijk zou deze met een SLS-raket worden gelanceerd, maar door de komst van het Artemisprogramma werden alle SLS-raketten daarvoor opgeëist en werd na enig politiek gesteggel een Falcon Heavy geboekt. Door een Falcon Heavy à 178 miljoen dollar te gebruiken bespaart NASA ook bijna 2 miljard dollar maar duurt de reis naar Europa zo’n twee jaar langer. NASA heeft ervoor gekozen twee reeds gebruikte side-boosters te gebruiken. Geen van de boosters zal landen. Europa Clipper is met 12,68 kilometer per seconde de snelste missie van een Falcon-raket ooit. Het is eveneens de zwaarste interplanetaire sonde ooit.

### Geboekte vluchten

#### Griffin 1 (Viper)
Griffin is een maan-vrachtlander van Astrobotics, ontwikkeld onder NASA’s Commercial Lunar Payload Services-programma. Op 13 april 2021 werd de boeking van de Falcon Heavy voor deze vlucht bekendgemaakt. De Griffin zal in 2025 op zijn vroegst onder meer NASA’s Viper-maanrover op de Maan brengen. Mogelijk is dit een van de weinige missies waarbij de drie boosters allemaal zullen landen.

#### Lunar Gateway PPE/HALO
Op 9 februari 2021 contracteerde NASA SpaceX voor het lanceren van de eerste twee modules van de Lunar Gateway. Hiervoor zal de nieuwe, verlengde neuskegel worden gebruikt, die het mogelijk maakt beide modules al op Aarde te koppelen en gezamenlijk te lanceren. De lancering was oorspronkelijk voorzien op zijn vroegst in 2024 maar is inmiddels naar op zijn vroegst 2025 verschoven.

#### Dragon XL
Op 27 maart 2020 contracteerde NASA SpaceX om in het kader van het Artemisprogramma vanaf 2024 de Lunar Gateway te bevoorraden met een nieuwe grotere variant van de Dragon. Om de baan om de maan te bereiken wordt de Falcon Heavy ingezet. Vluchten GLS-1 en GLS-2 stonden in september 2020 gepland voor januari en juni 2023 maar zijn inmiddels met vier jaar vertraagd. “GLS” staat voor Gateway Logistics Services.

#### GPS IIIF-1
De lancering van GPS IIIF-1 is voorzien voor op zijn vroegst december 2025

#### USSF-70
De lancering van de geheime militaire missie USSF-70 is op zijn vroegst in december 2025 

#### USSF-75
De lancering van de geheime militaire missie USSF-75 is op zijn vroegst in december 2025

#### Nancy Grace Roman-ruimtetelescoop
Op 19 juli 2022 selecteerde NASA de Falcon Heavy om in 2026 of later de Nancy Grace Roman-ruimtetelescoop te lanceren.

#### Astrobotic 3
Astrobotic maakte op 25 april 2023 de boeking van een Falcon Heavy voor hun derde maan-vrachtlandermissie bekend. Deze is gepland voor 2026.

#### Dragonfly
Dragonfly is een verkenningsmissie onder NASA’s New Frontiers-programma die in 2028 naar Saturnus’ maan Titan zal worden gelanceerd. De boeking werd bekend op 25 november 2024.

### Geannuleerde vluchten

#### Bemanning om de Maan
Op 27 februari 2017 kondigde SpaceX aan met een Falcon Heavy en een Dragon 2 een tweetal private ruimtevaarders in een baan om de Maan en terug te brengen. De vlucht zou in het vierde kwartaal van 2018 plaatsvinden. Een dag voor de Falcon Heavy-demonstratievlucht meldde Musk echter dat deze vlucht was uitgesteld. 
De ontwikkeling van de BFR (heet nu Starship) zou zo voorspoedig verlopen dat ze de Falcon Heavy niet meer voor bemande vluchten willen aanpassen. In september 2018 bleek Yusaku Maezawa die betalende klant te zijn. Hij was toen van plan in 2023 6 tot 8 kunstenaars mee te nemen op een zelfde traject met het veel grotere Starship onder de vluchtnaam Dear Moon. In 2024 werd die vlucht ook geannuleerd.

#### Red Dragon
De Red Dragon was een plan om een aangepast onbemande Dragon 2 die met een Falcon Heavy zou worden gelanceerd op Mars te laten landen. Toen SpaceX in 2017 op aandringen van NASA besloot het landingsgestel van de Dragon 2 uit het ontwerp te schrappen had dat als gevolg dat de Red Dragon niet meer op Mars kon landen. Bovendien wilde Musk zich concentreren op het Starship dat veel geschikter is voor een Marslanding en werd de Red Dragon geschrapt.

#### Ovzon
Het Zweedse bedrijf Ovzon kwam in oktober 2018 een lancering per Falcon Heavy voor hun eerste communicatiesatelliet overeen met SpaceX. Deze zou eind 2020 worden gelanceerd. Om niet nader genoemde redenen werd de lancering in augustus 2019 geannuleerd en aan Arianespace gegund.